# Какаду Гоффина
Какаду Гоффина (лат. Cacatua goffiniana, син. Cacatua goffini, Kakatoe goffini) — птица семейства какаду.

## Внешний вид
Один из наиболее мелких представителей семейства. Его размер не превышает 30 см; вес — 300—400 г. Окраска оперения белая, уздечка светло-розовая, внутренняя сторона маховых и рулевых перьев бледно-жёлтого цвета. Хохолок круглый, из маленьких перьев красного цвета. Неоперённая зона вокруг глаз голубого или светло-серого цвета. Через лоб между глазами проходит светло-оранжевая полоса. Клюв светлый, костяного цвета. У самок радужка красно-коричневая, у самцов — чёрная.

## Распространение
Обитает на островах Ямдена и Ларат (архипелаг Танимбар, Индонезия). Кроме того, завезён в Пуэрто-Рико и Сингапур.

## Образ жизни
Населяют высокоствольные субтропические и тропические леса.

## Размножение
Гнездятся в дуплах деревьев. В кладке 2—3 яйца. Яйца высиживают оба родителя: самка ночью, самец днём.

## Угрозы и охрана
Занесён в Международную Красную книгу, имеет статус вида, близкого к уязвимому положению.

## Содержание
Это очень распространённый вид какаду, который давно и очень часто содержится в неволе. При одиночном и парном содержании быстро привыкают к человеку и становятся ручными. В сумерки и на рассвете они очень громко и неприятно кричат.